# Fox Racing Inc.
Fox Racing Inc. ist ein 1974 gegründetes US-amerikanisches Unternehmen aus der Sport- und Bekleidungsbranche. Der Hauptsitz und Gründungsort liegt in Morgan Hill, Kalifornien. Weitere Büros befinden sich in Irvine, Kalifornien und Newcastle, England.
Die Firma hat sich insbesondere auf die Herstellung von Motocross-Bekleidung sowie Streetwear, Sonnenbrillen, Schuhen und Rucksäcken, vorrangig aus der Sport- und Skaterbranche spezialisiert. In der Motocross-Szene ist Fox Racing die populärste Bekleidungsmarke. Außerdem stellt das Unternehmen neben Winterbekleidung auch Mountainbike- und Surf-Artikel her.
Das Firmenlogo, das auf allen Produkten zu finden ist, stellt den stilisierten Kopf eines Fuchses dar.

## Geschichte
1846 lebte eine Familie namens Fuchs im Raum Trier an der Mosel und baute Wein an. Die drei Brüder der Familie verschlug es nach Amerika. Einer der direkten Nachfahren dieser drei Abenteurer war Geoff Fox, der Gründer von Fox Racing. 1974 erschuf ebendieser Geoff Fox, ein Physikprofessor an einer Universität in Santa Clara seine eigene Modemarke unter dem Namen Moto-X Fox und vertrieb so zu Beginn seine Motorradkleidung bis Fox im Jahr 1977 ein eigenes Motocross-Team namens Team Moto-X Fox auf die Beine stellte. Trotz der starken finanziellen Konkurrenz aus Japan entwickelte sich das Team zum "Best of the Rest", das Top-Team hinter den Factory-Teams. Der Hype um die handgenähten rot-orangen Trikots wurde immer größer. Fox musste sein kleines Unternehmen neu aufstellen und begann mit der Massenproduktion. Im Laufe der Jahre entwickelte sich das Label zum führenden Hersteller von Motocross- und Motorradbekleidung. 1980 gewann Mark Barnett die nationale Motocrossmeisterschaft. Brad Lackey konnte zwei Jahre später sogar die Weltmeisterschaft gewinnen. Beide Fahrer wurden von Fox gesponsert. In den 2000er Jahren gewannen Ricky Carmichael und James Stewart Meisterschaften am Stück und vergrößerten den Bekanntheitsgrad von Fox enorm.
Im Juli 2022 wurde Fox Racing von Vista Outdoor übernommen.

## Produkte
Nachdem Fox anfangs nur über ein sehr begrenztes Sortiment verfügt hatte, kamen im Laufe des Jahres mit dem Erfolg auch neue Produkte. Die Spezialisierung erfolgt nach wie vor auf funktionelle Motocrossbekleidung. Dazu gehören Helme, Handschuhe und komplette Mountainbike-Outfits. Markenzeichen sind große bunte Grafiken, meistens mit dem Logo, dem Fuchskopf. Aufgrund des großen Erfolgs der Funktionskleidung widmete sich das Unternehmen der immer größer werden Branche der Streetwearklamotten. So stellt Fox mittlerweile neben dem Action-Sport-Sektor auch konventionelle Hosen, T-Shirts und Schuhe bis hin zu Sonnenbrillen her. Durch die Lizenzierung der drei führenden Energy-Drink Hersteller Red Bull, Rockstar Energy und Monster Energy verbindet Fox die Funktionskleidung mit der Streetwear-Sparte.

## Extremsport
Das Unternehmen baut seit Firmenentstehung verstärkt auf das Sponsoring im Action-Sport-Sektor und bietet zugleich die Hauptwerbeplattform des Unternehmens. Aktuell gibt es sowohl im Motocross- als auch im BMX-Bereich hauseigene Teams. Die „Nuclear Cowboyz“ repräsentieren ersteren und bestehen aus den Fahrern Derek Guetter, Dustin Miller, Adam Jones, Mike Mason und Brody Wilson. Das BMX-Team setzt sich aus Christian Becerine, Stephen Laralde, Māris Štrombergs und David Herman zusammen.
Neben diesen beiden Teams hat Fox Racing verschiedene Fahrer unter Vertrag. So zum Beispiel den afroamerikanischen Fahrer James Stewart, den neunmaligen Nationalen Champion Ricky Carmichael und den aktuellen Motocross-Weltmeister Ken Roczen aus Deutschland, der im Alter von 18 Jahren der jüngste Weltmeister in der Kategorie ist. Er gewann die 125-cm³-Klasse.
Die angesprochene Kooperation von Fox mit den drei führenden Energy-Drinks hat ebenfalls ihren Ursprung im Extremsport-Bereich.